# ローチデール
ローチデール（英語: Roachdale）は、アメリカ合衆国インディアナ州パットナム郡の町。人口は840人（2020年国勢調査）。

## 歴史
1879年に区画整理が行われ、モノン鉄道の幹部でもあった、インディアナポリスのローチ判事にちなんでローチデールと名付けられた。
1880年に郵便局が開局した。インディアナポリス・ディケーター・アンド・ウェスタン鉄道が開通した直後の1882年3月25日に法人化された。

## 地理
インディアナ州道236号線と鉄道の交差点に位置する。
アメリカ合衆国国勢調査局によると、2023年の総面積は0.507平方マイル (1.31 km2)で、そのうち陸地は0.507平方マイル (1.31 km2)、水域は0平方マイル (0 km2)、割合は0パーセントである。

## 住民
2020年国勢調査によると人口は840人である。人種別だと白人が95パーセントを占める。
| 人種 / 民族 (NH = 非ヒスパニック)           | 人口 | 割合   |
| ------------------------------------------- | ---- | ------ |
| 白人 (NH)                                   | 795  | 94.64% |
| アフリカ系アメリカ人 (NH)                   | 0    | 0.00%  |
| ネイティブ・アメリカン・アラスカ先住民 (NH) | 5    | 0.60%  |
| アジア系アメリカ人 (NH)                     | 0    | 0.00%  |
| 太平洋諸島系 (NH)                           | 0    | 0.00%  |
| その他の人種 (NH)                           | 3    | 0.36%  |
| 混血 (NH)                                   | 20   | 2.38%  |
| ヒスパニック/ラテン系アメリカ人             | 17   | 2.02%  |
| 合計                                        | 840  | 100%   |

## 催事
1981年7月4日、独立記念日のカーニバルに合わせてゴキブリレース（Roach Race）が開催された。4×8インチの合板に描かれた楕円形のコースで、最初にボードの端にたどり着いたゴキブリが勝者となる。参加者はサウスカロライナ州の研究所からゴキブリを購入し、鞍や紙でできたシルクハットなどで着飾った。ゴキブリレースはインディアナポリス・スター誌や『リプレーの世界奇談集』、『Across Indiana』、『グッド・モーニング・アメリカ』など各種メディアで取り上げられた。1996年に独立記念日のカーニバルとゴキブリレースはいったん消滅したが、2008年にカーニバルが、2009年にゴキブリレースが復活した。レース終了後、ゴキブリは樽に入れられて殺処分される。

## 教育
町にはローチデール・フランクリン郡区公共図書館がある。